# Violência no futebol

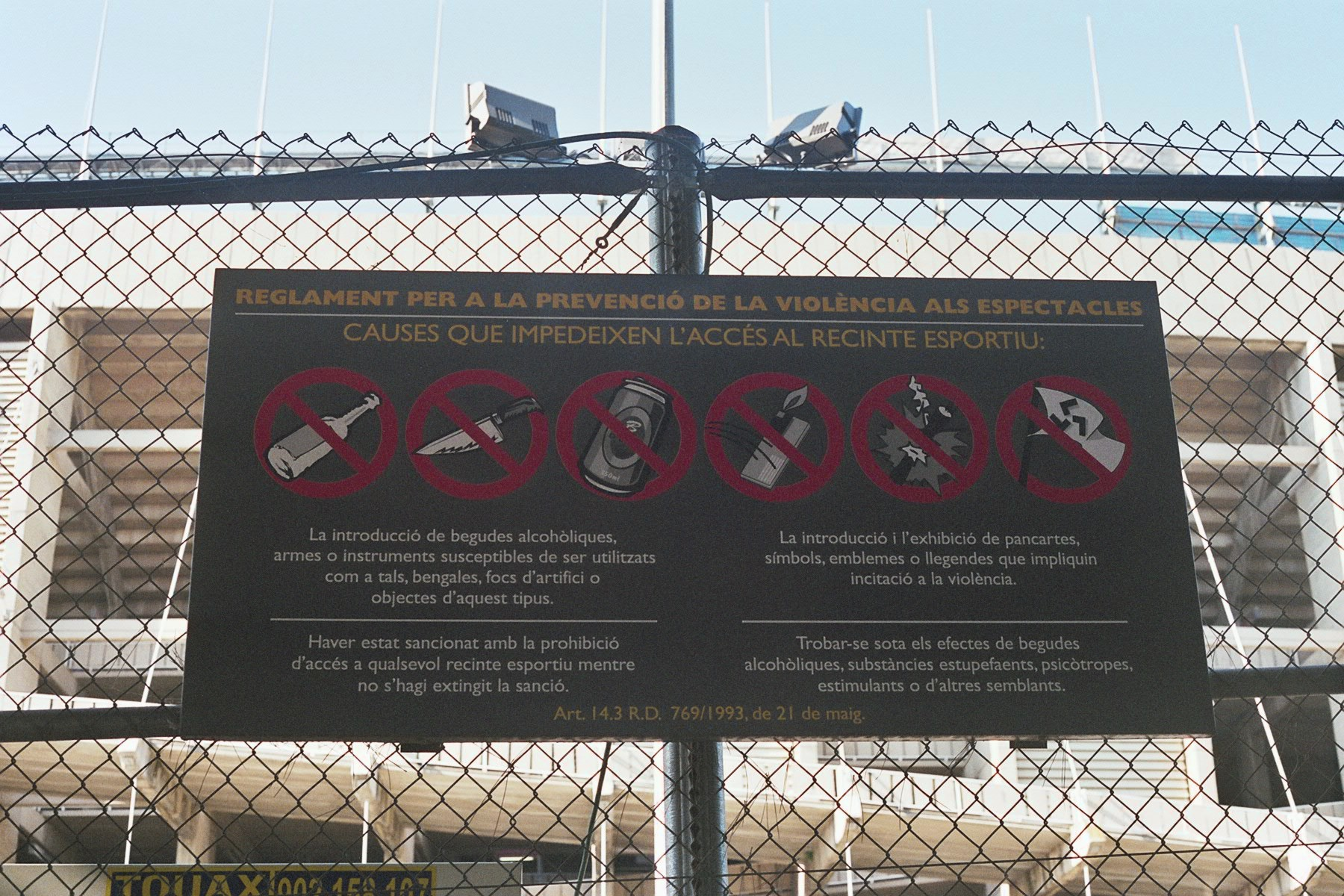
Placa de aviso sobre o banimento de certos objetos no estádio Camp Nou

Violência no futebol não é um fenômeno intrínseco ao esporte, muito embora não sejam raros os exemplos de manifestações violentas em partidas nos campeonatos ao redor do globo.

## Hooliganismo
As palavras hooliganismo e hooligan começaram a ser associadas com a violência nos esportes, em especial a partir da década de 1960 no Reino Unido com o hooliganismo no futebol.
A maior demonstração de violência dos hooligans foi a tragédia do Estádio do Heysel, na Bélgica, durante a final da Taça dos Campeões Europeus de 1985, entre o Liverpool da Inglaterra e a Juventus da Itália. Esse episódio resultou em 38 mortos e um número indeterminado de feridos. Os hooligans ingleses foram responsabilizados pelo incidente, o que resultou na proibição das equipes britânicas participarem em competições europeias por um período de cinco anos.

## Futebol brasileiro

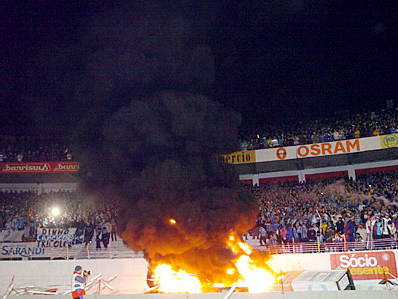
Torcedores do Grêmio incendeiam banheiros químicos no Estádio Beira-Rio do Internacional durante um Grenal

Confusões premeditadas e brigas entre torcidas organizadas também estão presentes no contexto do futebol brasileiro.
De entre as principais causas de brigas, estão, principalmente, a exacerbação das rivalidades entre as camadas menos favorecidas (formação de gangues nos bairros e aglomerados) com roupagem futebolística, e a cultura do medo entre essas mesmas camadas, que leva a uma postura intimidatória. A falta de preparo da polícia para atuar em grandes eventos esportivos também é um fator que acirra o clima de violência nos estádios.
De acordo com uma pesquisa realizada em 1994, o promotor de Justiça Fernando Capez apurou que 15% dos integrantes das torcidas organizadas tinham antecedentes criminais.
Segundo o sociólogo Maurício Murad, a porcentagem de torcedores violentos é de 5% a 7% e é difícil calcular quanto são os "brigões" dentro das torcidas organizadas, pois o Governo Federal não tem os números de torcedores organizados no país.